# Braone
(Agostino Caggioli, «Storia di Vallecamonica», 1853)
Braone (Bragù o Braù in dialetto camuno) è un comune italiano di 683 abitanti della Val Camonica, provincia di Brescia nella Regione Lombardia.

## Geografia fisica

### Clima
Il clima a Braone è freddo e temperato, con piovosità significativa durante tutto l'anno.
La temperatura media annuale è di 5,3 °C, essendo luglio il mese con temperature più alte (19,3 °C) e gennaio il mese con temperature più basse (-10,4 °C).
La piovosità media annuale è di 1807 mm. In particolare le piogge sono più scarse nel mese di gennaio (67 mm) e più abbondanti nel mese di giugno (213 mm).
| [ 7 ]               | Mesi  | Mesi | Mesi | Mesi | Mesi | Mesi | Mesi | Mesi | Mesi | Mesi | Mesi | Mesi | Stagioni | Stagioni | Stagioni | Stagioni | Anno  |
| [ 7 ]               | Gen   | Feb  | Mar  | Apr  | Mag  | Giu  | Lug  | Ago  | Set  | Ott  | Nov  | Dic  | Inv      | Pri      | Est      | Aut      | Anno  |
| ------------------- | ----- | ---- | ---- | ---- | ---- | ---- | ---- | ---- | ---- | ---- | ---- | ---- | -------- | -------- | -------- | -------- | ----- |
| T. max. media (°C)  | 0,2   | 1,2  | 4,8  | 8,2  | 13,3 | 17,7 | 19,3 | 18,9 | 15,2 | 11,0 | 5,2  | 1,2  | 0,9      | 8,8      | 18,6     | 10,5     | 9,7   |
| T. min. media (°C)  | −10,4 | −9,2 | −4,3 | −0,5 | 3,8  | 8,2  | 10,0 | 9,9  | 6,7  | 2,8  | −2,4 | −7,8 | −9,1     | −0,3     | 9,4      | 2,4      | 0,6   |
| Precipitazioni (mm) | 67    | 70   | 92   | 158  | 197  | 213  | 204  | 199  | 170  | 174  | 177  | 86   | 223      | 447      | 616      | 521      | 1 807 |

## Storia

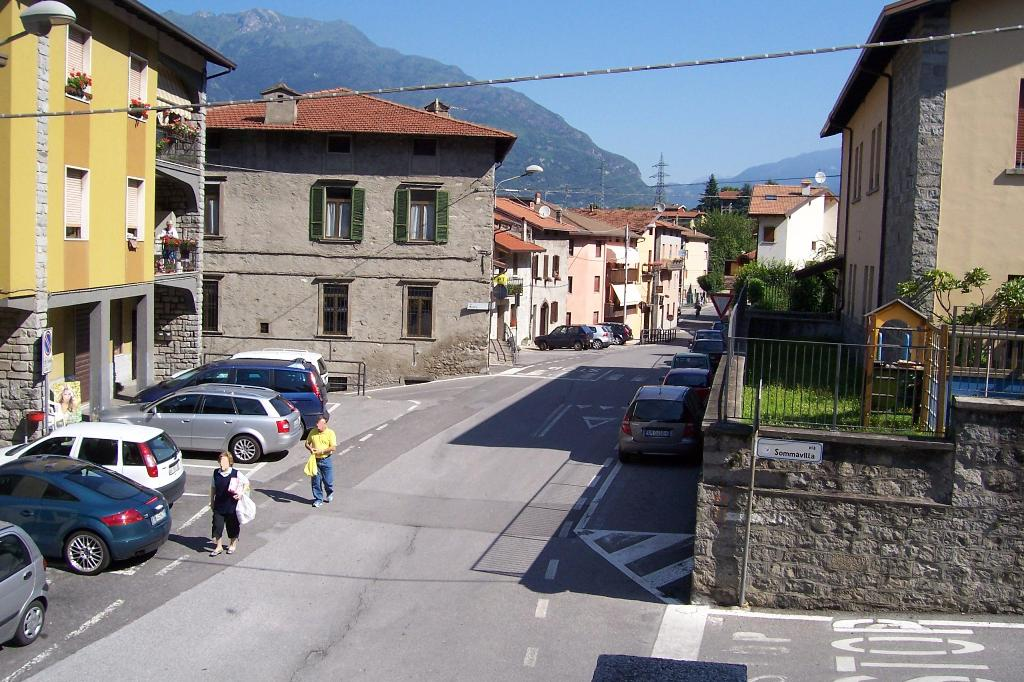
Braone centro

Nel 1956 sono state rinvenute delle monete, definite solitamente come il tesoro di Braone, oggi esposte al Museo nazionale della Valcamonica, le più recenti delle quali databili a Anastasio I Dicoro (circa 518 ev).
La famiglia guelfa dei Griffi ebbe un forte radicamento un questo abitato.
La presenza della contrada "motta" fa supporre che anticamente fosse esistita una struttura militare del genere.
È presente un'ampia comunità di artigiani chiamati "Scalpellini" di Braone dediti oggi alla riscoperta della tecnica della lavorazione del granito, materiale presente in elevate quantità in questa zona ed utilizzato principalmente per l'edilizia.

### Feudatari locali
Famiglie che hanno ottenuto l'infeudazione vescovile dell'abitato:
| Famiglia | Stemma | Periodo |
| Griffi   |        | ?       |

### Simboli
Lo stemma e il gonfalone sono stati concessi con decreto del presidente della Repubblica del 4 ottobre 1984.
(D.P.R. del 4 ottobre 1984)
I bisanti ricordano il ritrovamento archeologico del cosiddetto "Tesoro di Braone" avvenuto nel 1956 quando in una tomba altomedioevale vennero rinvenute nove monete d'oro del V e VI secolo raffiguranti imperatori romani d'Oriente. I portali in pietra alludono alle molte corti chiuse delle antiche dimore locali. Il torrente nell'ultimo quarto rappresenta il Pallobia, che scendendo dai vicini monti Listino e Galiner, è il maggior affluente del fiume Oglio e, oltre a essere fonte di approvvigionamento d'acqua per l'agricoltura, ha garantito il funzionamento dei mulini e delle fucine di Braone.
Il gonfalone è un drappo di azzurro.

## Monumenti e luoghi d'interesse

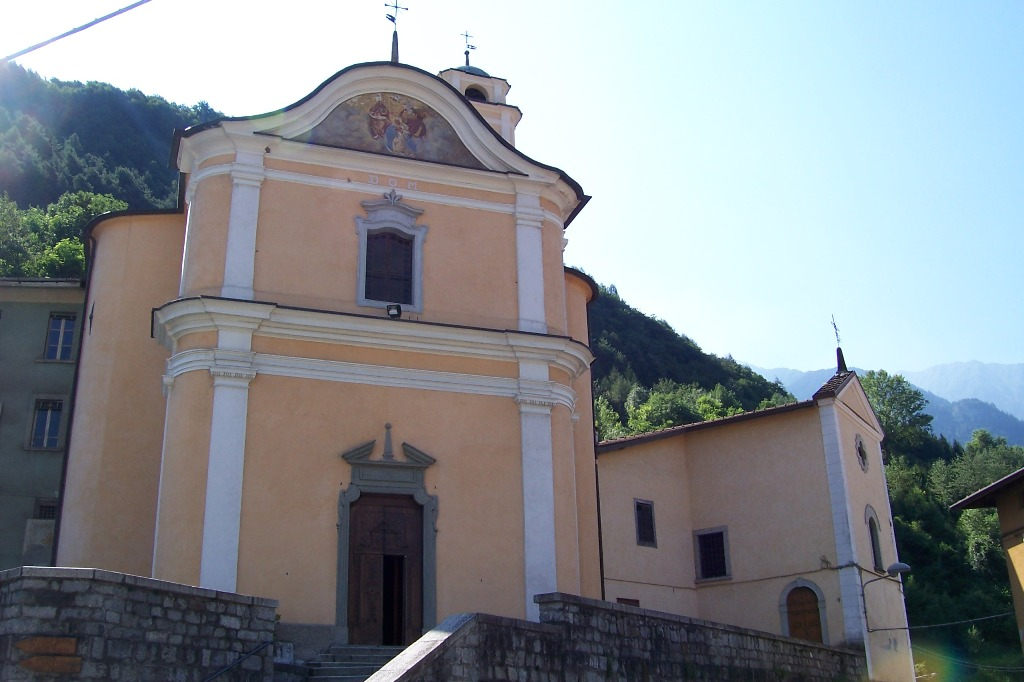
Chiesa parrocchiale

### Architetture religiose
Le chiese di Braone sono:
- Parrocchiale della Purificazione di Maria Vergine, segnalata già nel 1439, ha un portale in pietra di Sarnico del XVIII secolo. La pala d'altare è del Fiammenghino.

### Architetture civili
Nel territorio comunale si trovano ancora vecchie case di struttura contadina con involti, tipici portali in granito, d'ogni epoca, fontane in granito che viene fornito dal vicino torrente Palobbia.

## Società

### Evoluzione demografica
Abitanti censiti

### Tradizioni e folclore
Gli scütüm sono nei dialetti camuni dei soprannomi o nomiglioli, a volte personali, altre indicanti tratti caratteristici di una comunità.
Quello che contraddistingue gli abitanti di Braone è Gàcc (gatti).
Da qualche anno la comunità braonese sta riscoprendo l'antica arte della lavorazione del granito, un tempo molto diffusa, oggi quasi praticamente scomparsa.
Nel 2009 è stato realizzato un percorso didattico/culturale incentrato sulla lavorazione del granito e sulla presenza di cave oramai in disuso denominato Via della Pietra, che parte dal paese sino a snodarsi lungo la montagna su cui piedi sorge il paese, all'interno del Parco dell'Adamello

## Amministrazione
| Periodo        | Periodo        | Primo cittadino    | Partito      | Carica  | Note |
| -------------- | -------------- | ------------------ | ------------ | ------- | ---- |
| 24 aprile 1995 | 14 giugno 1999 | Rino Prandini      | lista civica | Sindaco |      |
| 14 giugno 1999 | 14 giugno 2004 | Giovanni Baruselli | lista civica | Sindaco |      |
| 14 giugno 2004 | 8 giugno 2009  | Clemente Facchini  | lista civica | Sindaco |      |
| 8 giugno 2009  | 27 maggio 2019 | Gabriele Prandini  | lista civica | Sindaco |      |
| 27 maggio 2019 | in carica      | Sergio Mattioli    | lista civica | Sindaco |      |

### Unione di comuni
Braone, dopo dieci anni di collaborazione, dal 2020 non fa più parte dell'Unione Media Valle Camonica – Civiltà delle pietre costituita attualmente dai comuni di Cerveno, Capo di Ponte, Ono San Pietro e Losine,